# Радомир Петровић
Радомир Петровић (Горњи Крупац код Алексинца, 6. септембар 1914 — Женева, 23. јун 2006), познат и као Раде Кент, био је потпоручник у војсци Краљевине Југославије и командант Бољевачке бригаде Југословенске војске у отаџбини за време Другог светског рата. После рата био је истакнути политички емигрант, експерт Уједињених нација, издавач и новинар.

## Биографија
Родио се у селу Горњи Крупац код Алексинца, од оца Велимира и мајке Дивне, као седмо дете. Основну школу завршио је у свом родном селу, нижу гимназију у Алексинцу, а матурирао је у Нишу. Био је први ученик-матурант из његовог села. Године 1935. ступио је у Војно-интендантску академију и 1939. године произведен је у чин потпоручника.
У Априлском рату био је у јединици под командом генерала Драшкића, на Кални, где му је био ратни распоред. Генерал Драшкић послао је потпоручника Петровића да однесе важан извештај генералу Цукавцу, у Ниш. На улазу у Ниш, Немци су заробили Радомира Петровића, који су нешто раније већ заузели град. Међутим, Петровић успео је да искористи несмотреност Немаца и да има побегне, придружио се поново Југословенској војсци у Соко Бањи, обавестивши команду да су Немци већ у Нишу.
Дана 16. априла 1941. године генерал Миловановић послао га је са ратним материјалом, на фронт у Бованској клисури, ту је учествовао у борби против Немаца, наневши им пораз, заробили су 23 немачка војника. Немци су убрзо добили појачање из Алексинца и после четири сата борбе, Југословенска војска била је приморана на предају, јер су Немци били бројнији и много боље наоружани. Немци су југословенске старешине и војнике разоружали и потерали у логор који су већ направили на улазу у Соко Бању. Међутим, пошто је колона заробљених војника ушла у село Ресник, потпоручник Петровић је по други пут успео да умакне, побегао је иза прве куће, Немци су отворили ватру, али он се већ домогао густих крајишких шума и слободе.
Петровић је почео да организује сељаке да скупљају оружје и муницију, које су оставили војници при повлачењу, убрзо започиње герилу, најпре самостално, а од јуна 1941. године у оквиру покрета са Равне горе, коме се прикључује са својим Озренским четничким одредом. Чим је чуо да пуковник Драгољуб Михаиловић шаље официре преко Дрине, као помоћ најугроженијем делу српског народа, одлази у Врховну команду на Равну гору са молбом да се придружи изабраним. Пуковник Михаиловић му одређује ратни распоред код мајора Бошка Тодоровића. Међутим, једном младићу из Фоче, који је чуо да предстоји битка за његов град, на преклињање уступа своје место у групи за одлазак, да би он отишао сутрадан. Пуковник Михаиловић се те вечери предомислио, када је сазнао да потпоручник Петровић потиче из једне од најугледнијих породица у Источној Србији, и да је за њега намењен посебан задатак.
Петровић је добио један од најтежих задатака: да ступи у одред генерала Милана Недића у Зајечару, да отуда неопажено извуче наоружање и опрему, и онда оснује једну јаку четничку јединицу. Кент је био легализован од повратка са Равне горе, па до средине 1942. године. Из касарне 20. пука у Зајечару мала група легализованих четника успела је да изнесе велику количину оружја, муниције и друге опреме у шуму. Јула 1942. напустили су недићевце и у последњем часу избегли су да буду ухваћени од Немаца.
Петровићев одред је средином 1942. године прерастао у бригаду и преузео је команду над Бољевачком бригадом, која је била саставни део Тимочког корпуса под командом Љубе Јовановића Патка. Кент је имао под својом командом, око 800 неожењених младића, добро наоружаних. Бољевачка бригада је учествовала у многим борбама против Немаца и Бугара.
У јесен 1942. године када се водила одлучујућа битка у Ел Аламеину у Африци, акције српског покрета отпора помогле су Савезницима. Бољевачка бригада извела око 40 диверзија на пругама којима су Немци транспортовали ратни материјал, маршалу Ервину Ромелу. Диверзије су изводили посебно обучени борци за постављање енглеских мина на возове који су ишли пругама Београд - Солун, Зајечар - Ниш, као и борском пругом. Због ових диверзија Немци су стрељали 100 Срба.
У лето 1943. године, британска мисија у саставу пуковник Рутам, Гринвуд и капетан Мики, спуштена је на територију Бољевачке бригаде, у место Збег. Касније су им доспеле две испоруке оружја и муниције.
Почетком 1944. године немачка противваздушна одбрана успела је да обори две америчке „летеће тврђаве“ и два борбена авиона у области Борских рудника. Авиони који су бомбардовали нафтна поља у Плоештију, у Румунији, оборена су у повратку. Свих 30 америчких авијатичара успело је безбедно да се спусте падобранима, на територију Бољевачке бригаде. Ниједног савезничког војника нису ухватили Немци, који су се дали убрзо у потеру за њима. До августа 1944. године Кент је успео да организује пребацивање америчких авијатичара у Западну Србију, одакле су послати у Италију са импровизованог аеродрома у Прањанима током Операције Ваздушни мост.
Почетком лета 1944. године Партизанске јединице су кренуле у Источну Србију, да би се састали са совјетском армијом која се приближавала из Румуније. Кент је, у чину капетана постављен за заменика команданта Комбинованог јуришног корпуса. 8. јуна 1944. дошло је до жестоке борбе између четника Тимочког и Делиградског корпуса и партизанских дивизија под командом комунистичког генерала Радомира Петровића. Борба је вођена између села Мозгова и Бованске клисуре. У тој борби тешко је рањен командант Зајечарске четничке бригаде капетан Леонид Петровић. Битка је вођена цео дан, а јединице Бољевачке бригаде под Кентовом командом заузеле су врх и караулу изнад села Мозгова. Партизани су после ове борбе напустили овај крај, вратили су се у околину Ниша.
Током јула 1944. године 23. партизанска дивизија вратила се у Источну Србију, на простору Бованске клисуре и села Трубаревца вођене су крваве борбе између четника и партизана. 23. партизанска дивизија била је добро наоружана од стране Енглеза. Четници су били слабо наоружани и без муниције, велике губитке имали су од минобацача, које су партизани добили од Енглеза. Капетан Кент остаје са својим војницима и као рањеник, послао је телеграм Врховној команди у коме их обавештава да Црвена армија прелази границу и улази у Србију. Кент је добио на рани инфекцију, лекар је посумњао на тетанус, и из једне четничке болнице, под лажним именом упућен је на лечење у Београд, где га Немци заробљавају и одводе у логор покрај Беча. Кент је успео да побегне из логора и пробија се до савезничких снага у Италији, где остаје неко време, а након тога илегално одлази у Швајцарску.

## Исељеништво
Капетан Кент је добио документа за Аустралију, 1947. а потом и за САД, 1948. године, али није желео да буде далеко од Србије. Са малобројним четницима остао је у Швајцарској, у Женеви. У исељеништву, Кент је био политички активан и помагао је људима, избеглицама од комунистичког режима. Прво се запослио као чиновник у Уједињеним нацијама у Женеви. Али, на захтев комунистичких власти у Југославији, добија отказ, заједно са још двојицом бивших четника, Александром Ђокићем (Штаб 501) и Браниславом Ђокићем (Демократска омладина).
Кент је био ађутант и нераздвојан пратилац краља Петра II Карађорђевића, од 1951. до 1956. године. После службе код краља, Кент постаје званичан преводилац за српски језик у Женеви, па новинар при агенција Авала, коју су основале избеглице. Током 1960—75. био је директор Издавачке куће "La Guilde du livre" у Женеви. Пензионисан је 1975. године, али је наставио и даље да ради као новинар у Уједињеним нацијама, Женеви, и као званичан тумач за српски језик у кантону Женева, објавио је више студија о комунизму у разним новинама, објавио је књигу о свом трошку у Лозани, 1998. године, на енглеском језику Is it bad memory...or just another treason (Је ли то лоше памћење... или само друга издаја).

## Повратак у отаџбину
Радомир Петровић Кент био је примљен са једном групом Срба у Женеви од председника СРЈ Војислава Коштунице, који је био службено у Женеви. Кент је питао председника да ли може да се врати у Србују пошто су га комунистичке власти прогласиле за „народног непријатеља“. Председник му је одобрио повратак у отаџбину.
После 57 година Радомир Петровић је 2001. године посетио први пут Србију од 1944. На аеродрому Београд сачекали су га многобројни пријатељи и рођаци. Посетио је велики народни сабор на Равној гори 12. маја 2001. године, где га је 50.000 људи дочекало са овацијама. пред народом Кент је одржао говор. После Равне горе, и посете селу Ба, кренуо је у родни крај у село Горњи Крупац код Алексинца. У родном селу пољубио је праг куће у којој се родио, посетио је Ниш и Нишку Бању.